# Unis (groupe)
 (mars 2024).
La mise en forme du texte ne suit pas les recommandations de Wikipédia : il faut le « wikifier ».
Les points d'amélioration suivants sont les cas les plus fréquents. Le détail des points à revoir est peut-être précisé sur la page de discussion.
- Les titres sont pré-formatés par le logiciel. Ils ne sont ni en capitales, ni en gras.
- Le texte ne doit pas être écrit en capitales (les noms de famille non plus), ni en gras, ni en italique, ni en « petit »…
- Le gras n'est utilisé que pour surligner le titre de l'article dans l'introduction, une seule fois.
- L'italique est rarement utilisé : mots en langue étrangère, titres d'œuvres, noms de bateaux, etc.
- Les citations ne sont pas en italique mais en corps de texte normal. Elles sont entourées par des guillemets français : « et ».
- Les listes à puces sont à éviter, des paragraphes rédigés étant largement préférés. Les tableaux sont à réserver à la présentation de données structurées (résultats, etc.).
- Les appels de note de bas de page (petits chiffres en exposant, introduits par l'outil «  Source ») sont à placer entre la fin de phrase et le point final[comme ça].
- Les liens internes (vers d'autres articles de Wikipédia) sont à choisir avec parcimonie. Créez des liens vers des articles approfondissant le sujet. Les termes génériques sans rapport avec le sujet sont à éviter, ainsi que les répétitions de liens vers un même terme.
- Les liens externes sont à placer uniquement dans une section « Liens externes », à la fin de l'article. Ces liens sont à choisir avec parcimonie suivant les règles définies. Si un lien sert de source à l'article, son insertion dans le texte est à faire par les notes de bas de page.
- La présentation des références doit suivre les conventions bibliographiques. Il est recommandé d'utiliser les modèles {{Ouvrage}}, {{Chapitre}}, {{Article}}, {{Lien web}} et/ou {{Bibliographie}}. Le mode d'édition visuel peut mettre en forme automatiquement les références.
- Insérer une infobox (cadre d'informations à droite) n'est pas obligatoire pour parachever la mise en page.

Pour une aide détaillée, merci de consulter Aide:Wikification.
Si vous pensez que ces points ont été résolus, vous pouvez retirer ce bandeau et améliorer la mise en forme d'un autre article.
Unis ( coréen : 유니스 ; RR : Yuniseu ; MR : Yunisŭ ; stylisé en majuscules ou sous le nom de U&iS ) est un girl group sud-coréen formé en 2024 par F&F Entertainment à travers le survival show Universe Ticket (2023-2024). Le groupe est composé de huit membres : Elisia, Bang Yun-ha, Nana, Gehlee Dangca, Lim Seo-won, Oh Yoon-a, Kotoko et Jin Hyeon-ju. Elles ont débuté le 27 mars 2024 avec l'EP We Unis.

## Histoire

### Formation et activités de pré-debut
Unis a été créée dans le cadre du survival show produit par SBS Universe Ticket, diffusé du 18 novembre 2023 au janvier 2024 , L'émission a réuni 82 candidates de différents pays, principalement de Corée du Sud, du Japon, de Chine, de Thaïlande, de Birmanie, du Vietnam, des Philippines et du Canada, pour concourir dans le but de rejoindre un girl group international.
Avant de participer au programme, plusieurs membres avaient déjà été actives dans l'industrie du divertissement. En 2017, Jin Hyeon-ju était membre du groupe féminin Good Day sous le nom de Lucky  et a participé à The Unit: Idol Rebooting Project. Cependant, elle a été éliminée au troisième tour et a fait ses débuts à cignature en 2020 sous le nom de Belle.
En mars 2021, Yoona a rejoint le groupe de musique et collectif YouTube Play With Me Club formé par PocketTV, et a obtenu le diplôme du groupe le 25 mars 2022. En octobre 2021, Nana a participé à Who Is Princess ?. Elle s'est classée quatrième et a debut dans le girl group Prikil composé de cinq membres en mai 2022.

### Depuis 2024: Debut avecWe Unis
Le 18 janvier 2024, il a été annoncé qu'Unis débuterai en mars. Plus tard, il a été communiqué que le groupe ferait ses débuts le 27 mars 2024, avec l'EP prolongé We Unis. Le 7 mars, le groupe a publié un calendrier de promotion pour l'album.

## Membres
| Nom      | Nom                     | Date de naissance        | Nationalité  |
| Romanisé | Coréen/Tagalog/Japonais | Date de naissance        | Nationalité  |
| -------- | ----------------------- | ------------------------ | ------------ |
| Hyeonju  | 진현주                  | 3 novembre 2001 (23 ans) | Sud-coréenne |
| Nana     | 나나/なな               | 6 juin 2007              | Japonaise    |
| Gehlee   | 게흘리/Gehlee           | 19 août 2007             | Philippine   |
| Kotoko   | 코토코/ことこ           | 28 octobre 2007          | Japonaise    |
| Yunha    | 방윤하                  | 28 février 2009          | Sud-coréenne |
| Elisia   | 엘리시아/Elisia         | 18 avril 2009            | Philippine   |
| Yoona    | 오윤아                  | 7 octobre 2009           | Sud-coréenne |
| Seowon   | 임서원                  | 27 janvier 2011          | Sud-coréenne |

## Discographie

### EPs
| Titre   | Détails                                                                                   |
| ------- | ----------------------------------------------------------------------------------------- |
| We Unis | - Sortie : 27 mars 2024 - Label : F&F - Formats : CD, téléchargement numérique, streaming |

### Singles
| Titre        | Année | Meilleures positions | Album   |
| Titre        | Année | COR                  | Album   |
| ------------ | ----- | -------------------- | ------- |
| "Superwoman" | 2024  | À venir              | We Unis |

## Filmographie

### Téléréalités
| Year    | Title           | Notes                                             | Ref.   |
| ------- | --------------- | ------------------------------------------------- | ------ |
| 2023-24 | Universe Ticket | Survival show qui a permis d'assembler le groupe. | [ 12 ] |